# Liu Ruilin
Liu Ruilin (Chino: 刘芮), también conocido como Wayne Liu, es un actor chino, conocido por haber interpretado a Guan Chao en la serie Who Sleeps My Bro, a Zi Lan en Eternal Love y a Yu Zihan en la serie The Flame's Daughter.

## Biografía
Estudió en la Academia de Cine de Pekín (en inglés: Beijing Film Academy).
En julio del 2019 se reveló que estaba saliendo con la actriz china Dai Si. La relación finalizó en octubre del mismo año.

## Carrera
Es miembro de la agencia "Jay Walk Studio".
En 2014 se unió al elenco de la serie Honey Bee Man donde interpretó a Mo Xiaokang, el hijo de Mo Zheng Yuan (Wang Jun) y Li Hui Yun.
El 13 de agosto del 2015 apareció como Little Xia en la película Go Away Mr. Tumor.
En enero del 2017 se unió al elenco de la popular serie Eternal Love donde dio vida a Zi Lan, el decimosexto discípulo de Mo Yuan (Mark Chao) y el guardia del cuerpo de Ye Hua (Mark Chao).
En marzo del 2018 se unió al elenco principal de la serie The Flame's Daughter donde interpretó al tranquilo, intuitivo y gentil Yu Zihan, que más tarde se convertiría en el Príncipe Jingyuan, el séptimo príncipe del palacio, un hombre que luego de ser herido durante la infancia pierde tanto su capacidad auditiva como su capacidad de caminar, por lo que está en una silla de ruedas. 
En abril del mismo año se unió al elenco principal de la serie Bedtime Hero donde dio vida a Ding Yi, un joven perezoso pero con una excelente memoria fotográfica que le desaparece cuando tiene miedo.
En abril del 2019 se unió al elenco principal de la serie In Youth (también conocida como "While We’re Still Young") donde interpretó a Shi Weicong, hasta el final de la serie el 3 de mayo del mismo año.
En enero del 2020 se unió al elenco recurrente de la serie Eternal Love of Dream (también conocida como "Three Lives, Three Worlds, The Pillow Book") donde dio vida a Yan Chiwu, el gobernante del Clan Demonio Verde y el hermano gemelo de Zi Lan (Liu Ruilin), hasta el final de la serie el 5 de marzo del mismo año. La serie es la secuela de la popular serie "Eternal Love".
El 5 de junio del mismo año se unió al elenco principal de la serie True Colours donde interpretó a Nian Mengyu, hasta el final de la serie el 7 de junio del mismo año.

## Filmografía

### Series de televisión
| Año  | Título                       | Personaje              | Notas        |
| ---- | ---------------------------- | ---------------------- | ------------ |
| 2022 | Where Dreams Begin           | Ye Guohua              |              |
| 2022 | Who Rules the World          | Feng Ju                |              |
| 2022 | The Autumn Ballad            | Qin Xuan               |              |
| 2021 | The Other Half of Me and You | Gao Zirui              |              |
| 2021 | Miss Crow with Mr. Lizard    | Xu Chengran            |              |
| 2021 | Storm Eye                    | Du Meng                |              |
| 2020 | True Colours                 | Nian Mengyu            | 24 episodios |
| 2020 | Eternal Love of Dream        | Yan Chiwu              |              |
| 2019 | Behind The Scenes            | Xu Tianze              | 46 episodios |
| 2019 | In Youth                     | Shi Weicong            | 38 episodios |
| 2018 | Royal Highness               | Zhu Houzhao / Zheng De |              |
| 2018 | Bedtime Hero                 | Ding Yi                | 24 episodios |
| 2018 | The Flame's Daughter         | Yu Zihan               | 39 episodios |
| 2017 | Eternal Love                 | Zi Lan                 | 40 episodios |
| 2016 | Who Sleeps My Bro            | Guan Chao              |              |
| 2016 | Xiao Bie Li                  | Mu Mi                  | miniserie    |
| 2014 | Honey Bee Man                | Mo Xiaokang            | 32 episodios |
| 2013 | Armor Hero Lava              | Ma Kuohai              |              |

### Películas
| Año  | Título                               | Personaje   | Notas                                                                 |
| ---- | ------------------------------------ | ----------- | --------------------------------------------------------------------- |
| 2018 | 21 Karat (21克拉)                    | Gary        | (aparición especial) - Dilraba Dilmurat y Guo Jingfei                 |
| 2016 | Scandal Maker (外公芳齡)             | Shang Yuan  | junto a Tong Dawei, Michelle Chen, Lü Yuncong, Wen Xin y Pan Bin-long |
| 2016 | Kungfu Boys (龍拳小子)               | Yuan Lai    |                                                                       |
| 2016 | Who Sleeps My Bro (睡在我上舖的兄弟) | Guan Chao   | junto a Chen Xiao, Qin Lan, Calvin Tu y Li Xian                       |
| 2016 | Songs of the Youth (記得少年那首歌)  | Xue Beijing |                                                                       |
| 2015 | The Witness (我是證人)               | Liang Cong  | junto a Yang Mi, Lu Han, Wang Jingchun y Zhu Yawen                    |
| 2015 | Go Away Mr. Tumor (滚蛋吧！肿瘤君)   | Little Xia  | junto a Bai Baihe, Daniel Wu, Zhang Zixuan y Li Yuan                  |

### Programas de variedades
| Año              | Título                          | Notas                  |
| ---------------- | ------------------------------- | ---------------------- |
| 2020 - presente  | Actor Please Take Your Place S2 | participante           |
| 2015, 2016, 2020 | Happy Camp                      | 4 episodios - invitado |

### Revistas / sesiones fotográficas
| Año  | Título                         | Notas |
| ---- | ------------------------------ | ----- |
| 2020 | Men’s Uno China’s - Men’s Body |       |
| 2019 | GQ China                       |       |

## Premios y nominaciones
| Año  | Categoría             | Premio                     | Película          | Resultado |
| ---- | --------------------- | -------------------------- | ----------------- | --------- |
| 2017 | Newcomer Award        | 16th Golden Phoenix Award  | Go Away Mr. Tumor | Ganó      |
| 2016 | Best Supporting Actor | 31st Hundred Flowers Award | Go Away Mr. Tumor | Nominado  |